# CrossFire (jogo eletrônico)
CrossFire, Cross Fire ou CF (em coreano: 크로스파이어; em chinês: 穿越火线; em japonês: クロスファイア; em vietnamita: Đột Kích) é um jogo de  tiro em primeira pessoa online publicado pelo grupo sul-coreano NEOWIZ. O jogo foi lançado na China pela Tencent, e a mesma opera o jogo pela internet, em domínios chineses suportados pela China Telecom e China Netcom. No fim de 2011 o jogo foi lançado para o Brasil.
CrossFire 2.0 é a segunda grande atualização após v1.1 . A atualização inclui diversos conteúdos, e as mudanças mantendo o conteúdo inicial intacto, com poucas exceções, como os menus principais e caracteres padrão.

## Os times
Em CrossFire existem duas forças mercenárias globais, que estão em um conflito que nunca acaba. Os jogadores assumem o papel de um dos vilões da organização terrorista Black List ou das forças policiais da organização Global Risk, entrando numa batalha online da qual os jogadores têm de trabalhar em equipe para chegar ao objetivo de cada mapa ou missão. 
Há 10 modos de jogo, dentre eles: Modo Lâmina Mortal, Team Death Match (confronto entre equipes), Search & Destroy (procurar e destruir), Elimination (eliminação), Ghost Mode (modo fantasma), Free-for-All (cada um por si), Mutation Mode (modo mutação), Escape Mode (fuga), Hero Mode (modo herói), Zombie Mode (modo zumbi) e Wave Mode (modo batalha). Baseado na performance que cada jogador teve no jogo, o mesmo receberá pontos de experiência para subir de nível, conseguirá novas armas e também créditos (GP - Game Points) para comprar armas entre outras coisas. Os jogadores têm também o poder de customizar seu personagem, adicionando bolsas, óculos ou trocando armas. CrossFire é um jogo gratuito e está disponibilizado para jogadores nos Estados Unidos, Canadá, Reino Unido, América do Sul (América Latina, mais especificamente no Brasil), Europa, Filipinas, Rússia, Japão, Vietnã, China e Coreia do Sul. Os jogadores também podem comprar pontos pagos (ZP - Z8 Points) para ter mais privilégios em relação às armas e personagens do jogo. Este jogo é um dos únicos jogos hoje em dia que roda em computadores não tão potentes.

## Modos de jogo
- Procurar e Destruir: O objetivo do grupo Black List é detonar a bomba em locais estratégicos do mapa, enquanto o Global Risk está lá para impedir que isso ocorra. Com muita ação e táticas elaboradas, este é o Procurar & Destruir![3]
- Confronto entre Equipes: Dois times se enfrentam até a morte! O time que obtiver mais eliminações é o grande vencedor. Esta é a fórmula do Confronto entre Equipes!
- Cada um Por Si: Insanidade total. Todos contra todos. Atire primeiro, pergunte depois. Bem-vindo ao Cada 1 por Si.
- Eliminação: Modo indicado para jogadores mais experientes, pois, ao morrer, você deve esperar o próximo Round para voltar à batalha. A estrutura do Modo é parecida com a de Confronto entre Equipes.
- Modo Fuga: A equipe Global Risk deve impedir que os Black List fujam por portais localizados em partes estratégicas dos mapas. Claro, tudo isso com muita munição.
- Super Soldado: Uma mistura de Modo Batalha e Confronto entre Equipes, o Super Soldado traz todas as classes do Modo Batalha, com a ação frenética do modo Confronto entre Equipes.
- Modo Fantasma: O grupo Black List conseguiu desenvolver uma tecnologia capaz de deixar seus soldados invisíveis. Esses soldados são conhecidos como Fantasmas. O objetivo dos Fantasmas é detonar a C4 ou eliminar todos os soldados inimigos. Já o Global Risk, armados até os dentes, estão lá para evitar que isso aconteça. Qual equipe vai levar a melhor?
- Modo Sombra: Os Sombras, soldados invisíveis que só podem ser detectados em determinados locais do mapa, querem acabar com todo e qualquer vestígio dos soldados Global Risk na terra. Por sua vez, os Global Risk devem eliminar essa sorrateira ameaça para continuarem a progredir como organização mercenária.
- Modo Zumbi: Uma praga infectou milhões de seres humanos. Sob ameaça de serem dizimados, os grupos rivais Black List e Global Risk se veem obrigados a unir forças para continuar vivos. Quatro mercenários juntos enfrentam levas intermináveis de mortos-vivos. Esse é o Modo Zumbi.
- Modo Herói: o Herói de FAL-CAMO chegou para eliminar todos os mutantes, que por sua vez, tentam transformar todos os humanos em seus servos.
- Modo Herói X:  Ameaças mutantes, junto ao líder Zenos, infectam e transformam soldados humanos em criaturas horrendas. Como única salvação, o último soldado sobrevivente se torna o poderoso Herói-X, personagem munido com poderosas Kukris mortais, sendo o único capaz de acabar de vez com os mutantes.
- Modo Batalha: O grande objetivo de cada time é destruir todas as Torres e a Base Inimiga. Eles contam com diversos reforços, como ataques aéreos, caixas de suprimentos, morteiros, classes de soldados e muito mais!
- Modo Mutação: O modo clássico em que Soldados devem aniquilar todos os mutantes que tentam infectar o máximo de humanos possível. Este é o famoso Modo Mutante.
- Modo Fantasma x Mutantes: Fantasmas invisíveis enfrentam mutantes em busca da vitória (e sangue). Este é o Modo Mutante vs Fantasma.
- Lâmina Mortal: Soldados ninjas com espadas invadem o CrossFire para aniquilar todo e qualquer mutante que sobreviveu à ofensiva da equipe Global Risk.
- Ranqueada: Modo de jogo apenas para patentes específicas. Consiste em jogar, ganhar pontos e tentar ganhar medalhas (Bronze, Prata, Ouro, Platina, Diamante, e Mestre). Cada vitória te dá mais pontos e cada derrota te tira pontos.
- Bombardeio: No Modo Bombardeio tanto GR quanto BL precisam localizar o Dispositivo GPS que irá aparecer aleatoriamente em um dos 3 locais no mapa. Uma vez que uma das equipes consiga encontrar esse dispositivo, eles terão 90 segundos para avançar pelo território inimigo e acionar o dispositivo que desencadeará um Bombardeio sobre o território inimigo.

## Personagens
- S.P.O.P. é uma organização especial secreta formada para combater terroristas e outros. Elas são conhecidos pela sua agilidade em combate e por suas táticas. Elas oferecem seu serviço apenas se o preço estiver certo.[4]
- GSG-9 (Grenzschutzgruppe 9) é a tropa de elite alemã, fundada para combater os ataque terroristas de 1972 nas Olimpíadas de Munique. GSG-9 é especializada em salvamento de reféns e forças contra-terroristas.
- S.W.A.T.(Special Weapons and Tactics Unit) foi formada nos anos 1960 numa organização entre a LAPD (Los Angeles Police Department - polícia de Los Angeles) e o FBI.
- S.A.S.(Special Air Service) é a força policial especial da Inglaterra. SAS é principalmente conhecida pela sua seleção, que é muito rigorosa em seus treinamentos.
- O.M.O.H. é a tropa de elite policial da Rússia. Foi formada em 1987 com o propósito de prender terroristas e impedir os mesmos de crimes violentos. São conhecidos por "Boinas Pretas" ou "Mafia Killers".
- S.T.A.R. é um grupo de elite da Malásia. O seu principal objectivo é recolher informações que possam ajudar a resolver e a combater as mais dificeis tarefas do governo, bem como descobrir navios afundados.
- S.I.A (Secret Intelligence Agency) são um grupo de policias especializados em missões de perícia, secretismo e reconhecimento. A sua pontaria e precisão fazem desta equipa uma das melhores e mais conceituadas do mundo.
- Navy Seal são uma equipa de elite americana composta pelos melhores soldados dos Estados Unidos. Criados pelo então presidente dos EUA, John Kennedy, em 1962, são uma força insubstituível no combate ao terrorismo ao atingir os seus objectivos propostos.

- LA SWAT são especialistas treinados para qualquer tipo de ação, e apenas os melhores são selecionados. Foi originalmente fundada em Los Angeles para combaterem terrorismo e situações envolvendo reféns.
- Fox: Usando meios nada ortodoxos para distrair seus inimigos, a FOX deixa muito soldado marmanjo desarmado.
- Nikita: Grupo que combate terrorismo na Europa. É composto apenas por soldados do sexo feminino. Por trás de sua linda aparência se esconde uma máquina de guerra sorrateira e letal.
- Lobo: Grupo de Elite das Nações Unidas enviado para regiões em perigo, como América Central e Oriente Médio. Para fazer parte do Grupo Lobo, é necessário muita dedicação e experiência no campo de batalha.
- S.P.O.P Elite: Somente as melhores soldados do grupo SPOP chegam ao cargo Elite. Comandando as demais SPOPs, o grupo Elite é o mais respeitado no campo de batalha, seja por sua beleza incomparável ou por sua invejável habilidade.
- Commando: Comando possui um passado de treinamentos militares de dar inveja a qualquer elite das Forças Especiais de qualquer país. Sem contar que seu uniforme é ma-ra!
- DX: DX é um grupo de mercenárias, fundada pelo grande guerreiro "Nêmesis". Seu papel principal é combater nanoghosts, mas também são contratadas para participar de missões secretas.
- Víboras:  Belas e mortais, são munidas de habilidades especiais como Chute Violento, Arremesso de Facas e mais velocidade nos modos Mutante e Zumbi.
- GMC: O Grupamento de Mergulhadores de Combate é uma força especial do exército inglês. Especializados no ambiente aquático, são capazes de realizar altas manobras táticas em um ambiente limitado.

O jogo possibilita aos jogadores o registo de clãs, que podem ser usados para batalhar ou para chat privado. Os clãs têm logotipo próprio e nome, mostrados os membros do mesmo, com avisos e mensagens postadas pelo líder ou pelos 'tenentes' do clã. O jogo disponibiliza um servidor especial para batalhas entre clãs, e a cada batalha ganha, o clã ganha um número de pontos, e esses pontos são usados no ranking de clãs. 